# Duet (Star Trek: Deep Space Nine)
"Duet" és el dinovè episodi de la sèrie de televisió de ciència-ficció estatunidenca Star Trek: Deep Space Nine, emès durant la primera temporada. Originalment es va emetre en redifusió a partir del 14 de juny de 1993. L'episodi va ser dirigit per James L. Conway en base a un guió de Peter Allan Fields.
Ambientada al segle XXIV, la sèrie segueix les aventures a Espai Profund 9, una estació espacial situada prop d'un forat de cuc estable entre els Quadrants Alfa i Gamma de la Via Làctia, prop del planeta Bajor, mentre els bajorans es recuperen d'una brutal ocupació de dècades pels imperialistes cardassians. En aquest episodi, la major Kira Nerys, l'oficial bajorana de més alt rang de l'estació, es veu obligada a enfrontar-se a un aparent criminal de guerra cardassià, que podria estar mentint sobre la seva identitat.
L'episodi ha rebut elogis de la crítica, tant per la qualitat de les seves interpretacions com per les qüestions morals que explora la història.

## Argument
Un carguer atraca a "Espai Profund 9" perquè un dels seus passatgers pugui rebre tractament per una condició anomenada Kalla-Nohra, que va ser causada per un accident miner en un brutal camp de treball anomenat Gallitep durant l'ocupació de Bajor. Com que el pacient és un cardassià, la major Kira fa arrestar l'home com a criminal de guerra, només per descobrir que el seu nom, Aamin Marritza, no figura a la llista de cap delicte. El comandant de l'estació Benjamin Sisko no veu més opció que alliberar Marritza, però Kira és inflexible: Marritza és un cardassià que era present a Gallitep, cosa que és raó suficient. Sisko decideix investigar més a fons i manté l'home sota custòdia. Al·legant un conflicte d'interessos, Sisko demana a Kira que es retiri del cas, però la seva súplica emocional i la promesa que seguirà sent professional el convencen de deixar-la continuar. Quan interroga Marritza, ell diu que només era un arxiver a Gallitep.
Una fotografia de Gallitep revela que l'home detingut no és Aamin Marritza sinó el comandant del campament, Gul Darhe'el, el "Carnisser de Gallitep" que presumptament va assassinar milers de bajorans. Quan se l'enfronta a aquesta informació, el presoner admet amb orgull ser Darhe'el; tanmateix, les inconsistències en la seva història comencen a destacar-se. Gul Dukat, l'exprefecte cardassià de l'ocupació, afirma que Darhe'el és mort —el seu funeral va tenir una gran assistència i la meitat de la població cardassiana va veure el seu cos exposat— i envia una còpia del certificat de defunció de Darhe'el a l'agent Odo com a prova. A més, Darhe'el no era a Bajor en el moment del desastre de Kalla-Nohra i, per tant, no podria tenir la síndrome. El Dr. Bashir descobreix que el presoner s'ha sotmès a una cirurgia estètica, cosa que fa que Kira s'adoni que realment és Marritza, però que està suplantant deliberadament la seva identitat per a Darhe'el.
Kira s'enfronta al presoner amb aquesta informació. Marritza finalment esclata a plorar, titllant-se de covard per no intentar aturar les atrocitats a Gallitep. Suplica a Kira que el processi com a Darhe'el, tal com havia previst des del principi, insistint que Cardàssia ha de ser obligada a admetre els seus errors i Bajor ha de tenir la satisfacció de processar amb èxit un criminal de guerra cardassià. Kira allibera Marritza, adonant-se que és un bon home tan traumatitzat i penedit per les seves experiències que donaria la seva vida per fer les paus. Kira acompanya Marritza a una nau que surt de l'estació. En sortir del Passeig Marritza és apunyalat sobtadament fins a la mort per un bajorà. Quan Kira exigeix saber per què, el bajorà es fa ressò del seu sentiment anterior: que ser cardassià és raó suficient. Kira, que ha canviat d'opinió, afirma que no ho és.

## Artiste convidats
- Harris Yulin com a Marritza
- Marc Alaimo com a Gul Dukat
- Ted Sorel com a Kaval
- Tony Rizzoli com a Kainon
- Norman Large com a Capità
- Robin Christopher com a Neela

## Producció

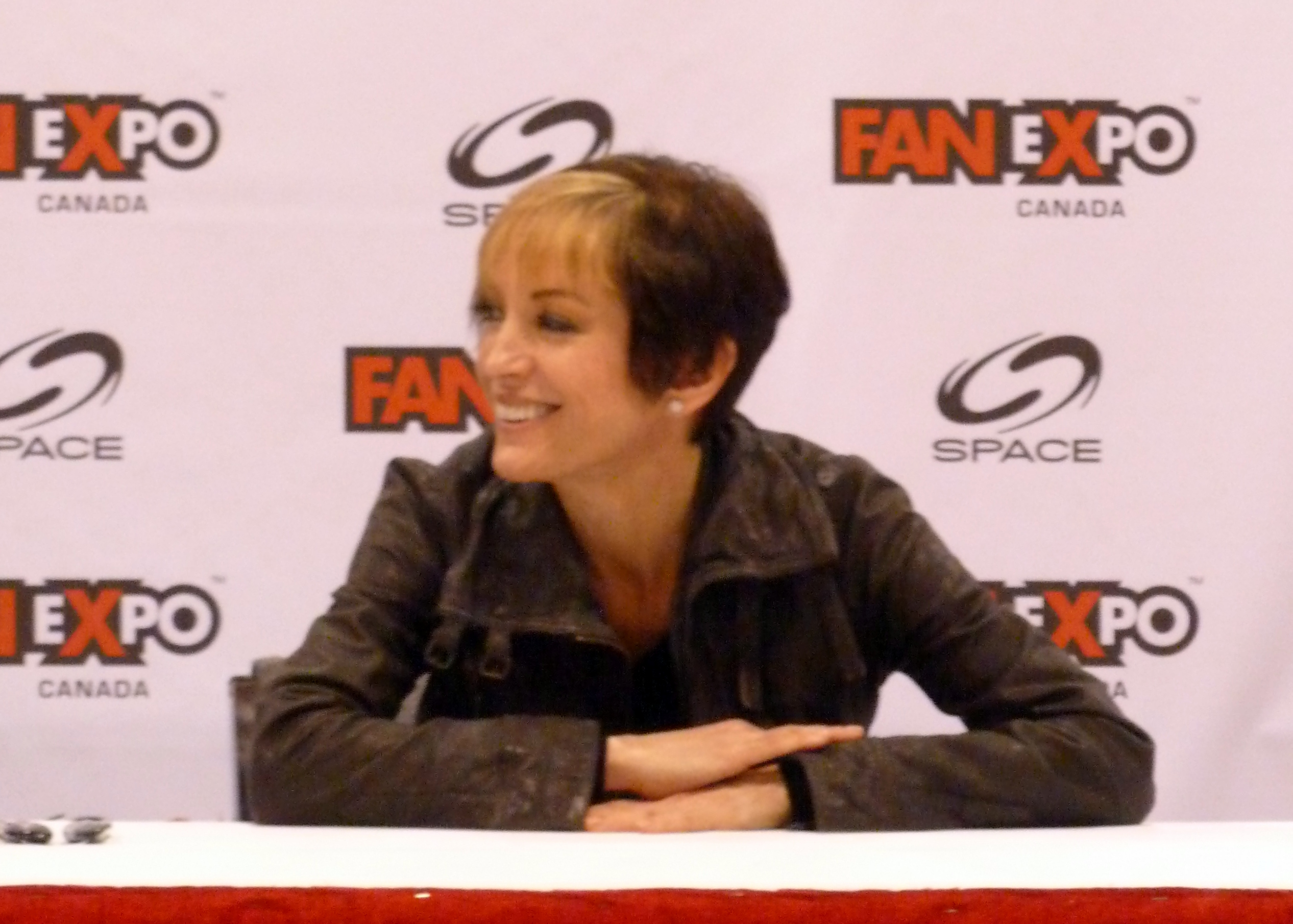
Nana Visitor interpreta l'oficial bajorana Kira Nerys

L'episodi va ser escrit per Peter Allan Fields, basat en una història de Lisa Rich i Jeane Carrigan-Fauci. El director de l'episodi és James L. Conway.

### Desenvolupament
L'episodi presenta un desenvolupament de personatges significatiu per part de Kira Nerys. S'ha suggerit que aquest podria ser el primer episodi en què l'ocupació cardassiana de Bajor es pot veure com una al·lusió a l'establiment d'Israel i la persecució nazisme dels jueus. Titulat originalment "The Higher Law" i semblant-se a una dramatització existent basada en els Judicis de Nuremberg, la història va ser remodelada per Peter Fields i Ira Steven Behr amb referència a The Man in the Glass Booth de Robert Shaw, que explica la història d'un home jueu acusat de ser un criminal de guerra nazi.
Els productors de Star Trek: Voyager van intentar recrear l'èxit de crítica de "Duet" amb el seu episodi de la primera temporada "Jetrel". Segons els comentaris del DVD que acompanyen la segona temporada de Voyager, "Jetrel" va ser un esforç conscient per utilitzar una presentació similar per crear una metàfora de les conseqüències dels bombardejos atòmics d'Hiroshima i Nagasaki. En aquest episodi, el personatge Neelix es veu obligat a enfrontar-se al científic que va desenvolupar una arma que va erradicar milers de la seva gent.

## Recepció
"Duet" va aparèixer al "Tribute to Excellence" del Museum of Television and Radio de 1994 i es va convertir en un dels preferits dels fans, descrit per Startrek.com com "una de les millors [hores] de DS9  – possiblement fins i tot una de les de Trek”. Va ser inclòs en la selecció de diversos editors per a un article titulat "Estàs encallat en un asteroide del desert... Els nostres millors episodis", descrit per l'editora Sandy Stone com "quan vaig saber que DS9 realment tenia alguna cosa a veure". L'episodi "és tot substància, completament absorbent en la seva transmissió, i també presenta un final tràgic" segons Jammer's Reviews, un portal independent de ciència-ficció. "No estic segura de poder escriure una anàlisi coherent d'aquest episodi", va dir Michelle Erica Green, del popular lloc web de fans The Trek Nation. va començar la seva crítica el 2004. "Vaig plorar només de pensar-hi durant dos dies després de veure-la, i encara ploro quan intento parlar-ne". No obstant això, alguns fans han observat que certes parts de l'exposició semblen precipitades, mentre que s'ha qüestionat la credibilitat de l'escena de la mort de Marritza. Això es pot atribuir a la necessitat de contenir l'episodi, ja que l'episodi "difícilment [una] història digna d'un arc de diversos episodis".
El repartiment i l'equip també van respondre positivament a l'episodi. A Star Trek: Deep Space Nine Companion, Armin Shimerman (Quark) va observar que l'episodi funciona gràcies a "l'escriptura, la direcció i l'actuació que s'uneixen perfectament", cosa que Nana Visitor (Kira) creia que era perquè tenia "coses tan importants a dir". Entre els membres del personal destacats que l'inclouen entre els seus preferits hi ha Behr, el productor de Star Trek: La nova generació Dave Rossi i l’autor del Companion Terry J. Erdmann.
Les escenes d'interrogatori entre Kira i Marritza, en particular un intercanvi en què Marritza canvia el focus a la vida personal de Kira i inverteix l'interrogatori, s'han comparat amb els intercanvis entre el personatge de Jodie Foster i Hannibal Lecter (Anthony Hopkins) a El silenci dels anyells.
Keith DeCandido va qualificar l'episodi a "tor.com" el 2013 com un dels millors episodis de "Star Trek: Deep Space Nine". Li va agradar que els cardassians, que havien estat retratats constantment com a malvats en episodis anteriors, rebessin una distinció més forta aquí per primera vegada. Marritza és el primer cardassià que realment veu l'ocupació de Bajor com un crim i vol posicionar-s'hi en contra a la seva manera. DeCandido va pensar que estava ben escenificat que només gradualment es fa evident que Kira i Marritza comparteixen el mateix objectiu: fer justícia als morts de Gallitep. DeCandido va trobar l'actuació de Harris Yulin excel·lent, i també va elogiar l'actuació de Nana Visitor, Avery Brooks i René Auberjonois.
Una guia de marató de sèries del 2015 per a Star Trek: Deep Space Nine de Wired recomanava no saltar-se aquest episodi essencial.
El 2016, Radio Times va qualificar la mort del personatge Marritza com la 26a millor escena de Star Trek, incloent-hi escenes de pel·lícules i televisió. El 2016, The Hollywood Reporter va classificar "Duet" com el setè millor de Star Trek: Deep Space Nine. Van qualificar l'episodi com el 35è millor episodi de tots els episodis de Star Trek fins ara.
En un article del 2016 que destacava el millor episodi de cada sèrie de Star Trek, Digital Trends va donar a "Duet" una menció honorífica. El 2018, Vulture va classificar "Duet" com el 13è millor episodi de Star Trek: Deep Space Nine. El 2019, Den of Geek va classificar aquest episodi com la sisena millor obra de moralitat de la franquícia Star Trek.
El 2016, Empire el va classificar com el 33è millor dels 50 millors episodis de tots els més de 700 episodis de televisió de Star Trek.
El 2016, Vox va classificar aquest com un dels 25 millors episodis essencials de tot Star Trek.
El 2016, IGN va classificar "Duet" com el desè millor episodi de totes les sèries de Star Trek. Anoten aquest episodi per explorant els horrors d'una guerra futura, mentre Kira assumeix el seu propi sentit de la justícia quan s'enfronta al que podria ser un criminal de guerra cardassià.
El 2017, Radio Times va classificar aquest episodi com el cinquè millor episodi de Star Trek, especialment per a aquells que no coneixen la franquícia. Assenyalen que toca temes de "desesperació i perdó", tot i que pot ser necessari diferenciar entre els diferents extraterrestres de ciència-ficció.
El 2018, SyFy va recomanar aquest episodi per la seva guia abreujada de visionat del personatge bajorà Kira Nerys. Elogien sense embuts la trama i l'actuació, i comenten: "La història sona senzilla; l'actuació és tot el contrari." (SyFy) Diuen que l'actuació de l'actriu Visitor com a Kira en aquest episodi va més enllà de ser brillant.
El 2019, ComicBook.com va classificar "Duet" com el quart millor episodi de Star Trek: Deep Space Nine.
El 2020, The Digital Fix va classificar aquest episodi com el sisè millor episodi de la sèrie, descrivint-lo com "drama de personatges en la seva màxima expressió" i un episodi destacat en general de la primera temporada. Van elogiar les actuacions de Nana Visitor i Harris Yulin, dient que Yulin va donar al seu personatge un "encant suau i simpàtic" i que van quedar impressionats pel final dramàtic de l'episodi.
El 2020, Den of Geek va classificar "Duet" com una de les millors històries de Star Trek: Deep Space Nine.
El 2020, James Whitbrook de io9 va incloure "Duet" com un dels episodis "imprescindibles" de Deep Space Nine, lloant-lo com un dels episodis destacats de la primera temporada i un exemple primerenc de les "pujades viscerals" que pot assolir la sèrie.
La revista i el lloc web de ciència-ficció del Regne Unit SciFiNow van classificar aquest com un dels deu millors episodis de Star Trek: Deep Space Nine el 2020, qualificant-lo d'episodi "brillant" que demostra el potencial de la sèrie.

## Llançaments
Aquest episodi es va publicar el 2017 en DVD amb la caixa completa de la sèrie, que tenia 176 episodis en 48 discs.